# ソレント
ソレント（ソッレント、イタリア語: Sorrento、ナポリ語: Surriento）は、イタリア共和国カンパニア州ナポリ県にある、人口約1万6000人の基礎自治体（コムーネ）。ナポリからナポリ湾を挟んで南南東へ約30km、ソレント半島の北海岸に位置する都市である。
対岸にヴェスヴィオ山を望む、風光明媚なリゾート地として著名であり、ナポリ民謡（カンツォーネ）「帰れソレントへ」でもその名が知られる。またカプリ島やアマルフィ海岸（アマルフィ、ポジターノ）といった観光地、ナポリやサレルノといった大都市へのフェリーが発着する。

## 名称
ソッレントとも。ナポリ語ではSurrientoとなる。

## 地理

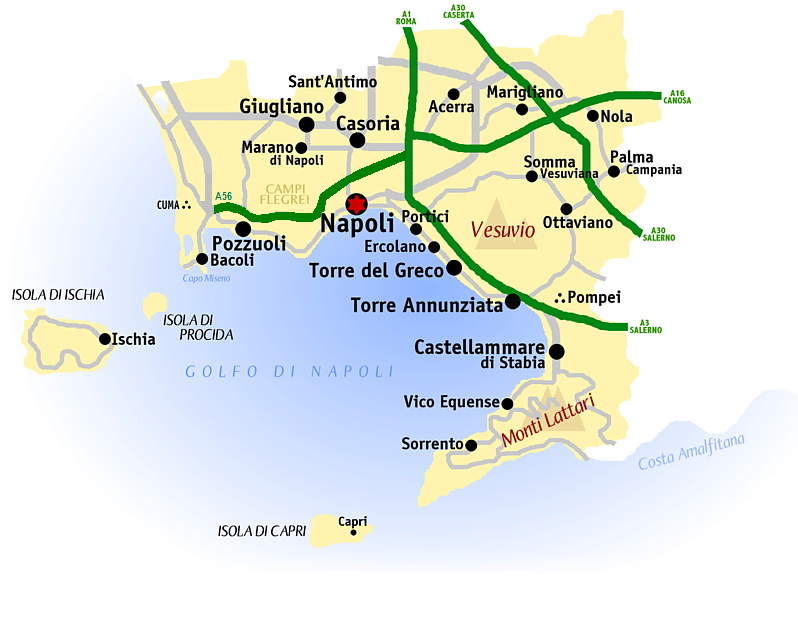
ナポリ県概略図

### 位置・広がり
ソレント半島の北側、ナポリ湾に面した都市で、市街地は海沿いに切り立った崖上に広がる。州都・県都ナポリからはナポリ湾を挟み、南南東へ約27kmの距離にある。また、カプリから東北東へ約15km、アマルフィから西へ約19km、サレルノから西へ約34kmの距離にある。
自治体としてのソレントの領域は、半島南側にも広がっており、サレルノ湾にも面している。東（半島の付け根側）にサンタニェッロ、西（半島の先端側）にマッサ・ルブレンセと境界を接する。
- ソレントの海岸
- Marina Grande
- ソレント
- ソレント市街とヴェスヴィオ山
- Marina Piccola
- 狭隘な街路

## 行政

### 分離集落
ソレントには、以下の分離集落（フラツィオーネ）がある。
- Casarlano, Cesarano, Marano, Priora, Santa Lucia, Sorrento Capo, Marina Grande, Marina Piccola, Sottomonte

## 文化
ナポリ民謡（カンツォーネ）「帰れソレントへ」で知られる。この曲は1902年にエルネスト・デ・クルティスによって作曲されたもので、ジャンバッティスタ・デ・クルティス（エルネストの兄）が作詞を行った。また特産のレモンで作られたリキュールであるリモンチェッロや、寄木細工もソレントの特産品である。

## 姉妹都市
- 熊野市（日本・三重県）[5]
  - 2001年11月29日 姉妹都市提携

長い歴史と海に面した景観を持つ観光地としての性格や、柑橘類栽培や木工生産などの産業面で共通点が多いところから、熊野市から提携を打診[5]。

## 交通

### 鉄道
- チルクムヴェスヴィアーナ鉄道

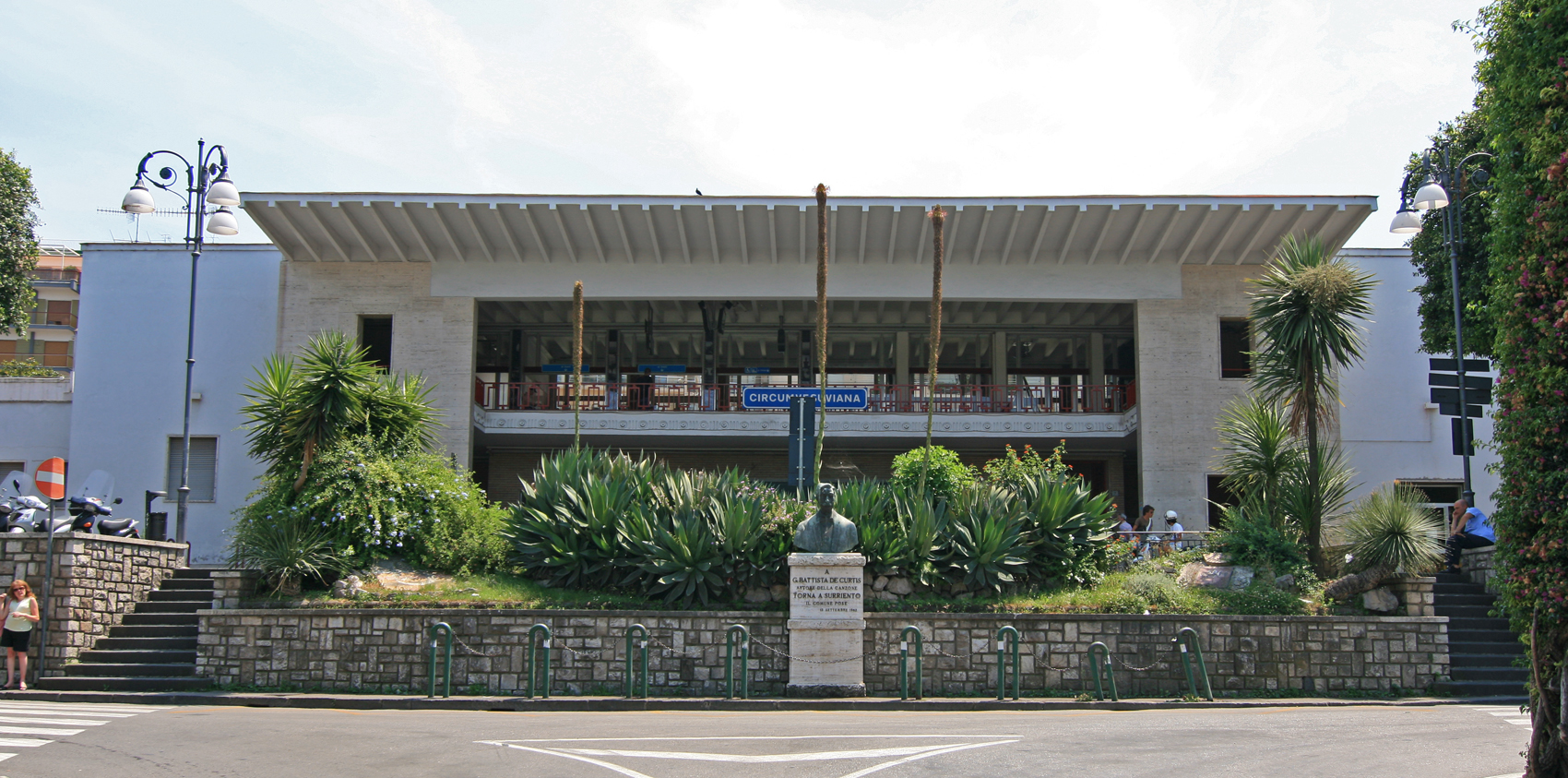
ソレント駅

  - ソレント線 (it:Ferrovia Torre Annunziata-Sorrento) 
ソレント駅 (it:Stazione di Sorrento)

ナポリからのチルクムヴェスヴィアーナ鉄道ソレント線の終着駅となっている。

### 道路
国道
- SS145  (it:Strada statale 145 Sorrentina)

アマルフィ海岸を貫く国道163号アマルフィターナ街道 (it:Strada statale 163 Amalfitana) へは、SS145を経て東のピャーノ・ディ・ソッレントで合流する。

### 港湾
ソレント港からは、ナポリ、カプリ島、アマルフィ、ポジターノ、サレルノなどへの多数のフェリーが運行されている。